# Rainer Seifert
Rainer Seifert   (Wiesbaden, 10 de desembre de 1947) és un jugador d'hoquei sobre herba alemany, ja retirat, que va competir sota bandera de la República Federal Alemanya durant les dècades de 1960 i 1970.
El 1972 va prendre part en els Jocs Olímpics d'Estiu de Munic, on va guanyar la medalla d'or en la competició d'hoquei sobre herba. Quatre anys més tard, als Jocs de Montreal, fou cinquè en la mateixa competició. En el seu palmarès també destaca una medalla d'or al Campionat d'Europa de 1978, així com dues medalles de bronze al Campionat del Món, el 1973 i 1975. Entre 1969 i 1980 va disputar 122 partits amb la selecció alemanya.
A nivell de clubs va jugar al Rüsselsheimer RK, amb qui va guanyar el campionat alemany de 1968, 1971, 1975, 1977 i 1978, així com els campionats en pista coberta de 1973, 1976 i 1979.